# Хильдерик I
Хильдерик I — король франков приблизительно в 457/458—481/482 годах из династии Меровингов.
Предположительно, сын легендарного короля Меровея. Первый франкский король, существование которого подтверждено не только письменными, но и материальными историческими источниками.
Имя «Хильдерик» переводится с франкского языка как «Сильный в битве» или «Мощный воитель».

## Биография

### Начало правления и изгнание Хильдерика
Хильдерик был королём одного из племен салических франков и правил на территории с центром в Турне. Если о Хлодионе и Меровее и об их правлении практически ничего не известно, то о Хильдерике уже есть сведения, правда, довольно скудные у Григория Турского, заимствованные им, видимо, из «Анналов» города Анже (Анжера), не дошедших до нашего времени. Григорий не сообщал, в каком году Хильдерик стал королём в Турне, наследовав рано умершему Меровею. В целом, рассказ о нём у Григория Турского имеет несколько легендарный характер. Хильдерик, если верить Григорию Турскому, отличался чрезмерной распущенностью. Он совращал дочерей франков, за что франки лишили его королевской власти и, чтобы избежать казни, Хильдерик был вынужден бежать в королевство Тюрингию, к королю Бизину. Как видно, власть королей накануне образования варварских королевств из германских племён в значительной мере была ещё ограничена нормами военной демократии. Король мог быть лишён власти и изгнан в случае нарушения им прав свободных соплеменников. Франки, по словам Григория Турского, в его отсутствие, признали королём римского полководца в Северной Галлии Эгидия. Это должно, вероятно, пониматься таким образом, что франки в какой-то форме подчинились его авторитету императорского полководца. Эта история подвергается сомнению современными исследователями, хотя существование союза между франками и Эгидием не оспаривается. Летом 458 года Эгидий вместе с франками взял Лугдун (современный Лион), выбив оттуда бургундов. При этом город был жестоко разграблен.

### Обстановка в Галлии
Между тем в Галлии складывалась следующая политическая ситуация. Когда в 455 году главнокомандующий римскими войсками в Галлии Авит был провозглашён императором и отбыл в Рим, ранее находившийся под его командованием Эгидий принял его должность. Во время краткого правления Авита и во время правления следующего императора Майориана с которым Эгидий был дружен (они вместе служили в армии Аэция), военачальник в Галлии оставался верен Риму. Всё изменилось после того как в 461 году умер или был убит император Майориан, римское войско в Северной Галлии отделилось от правительства в Равенне и от военачальника Рицимера, по своему усмотрению назначавшего императоров. Поскольку территорию к югу от Луары заняли вестготы, а юго-востоком Галлии овладели бургунды, римская область в Северной Галлии оказалась как бы изолированной, что также способствовало её отделению. Между римскими войсками Эгидия и салическими франками продолжали действовать условия договора, заключённого ещё во время правления Хлодиона. Очевидно, римлян и франков объединяла опасность, которой грозили им нападения саксов на побережье, и попытки вестготов продвинуться за Луару. Кроме франков союзниками Эгидия были поселившиеся в Арморике (позднейшая Бретань) бритты и осевшие в районе Орлеана аланы.

### Возвращение Хильдерика
Согласно франкской традиции, некий Виомад (Виомадий), который в своё время помог Хильдерику и его матери освободиться из плена у гуннов, и с тех пор бывший самым верным человеком у Хильдерика, сделал всё, чтобы правление Эгидия было непопулярным. Согласно Фредегару, Эгидий по совету Виомада обложил франков тяжёлыми налогами и казнил 100 человек. Наконец, он добился того, чтобы франки дали согласие на возвращение Хильдерика. Послав, как было условлено, Хильдерику половину золотого (вторая часть находилась у Хильдерика), Виомад дал знак королю на возвращение. В 463 году, на 8-м году правления Эгидия, франки опять приняли Хильдерика. За ним последовала и Базина, жена Бизина, которая бросила мужа из-за любви к Хильдерику.

### Хильдерик — союзник римлян

#### Сражение при Орлеане
За исключением этих полулегендарных сообщений Григория Турского, о первых годах правления Хильдерика больше ничего не известно. Спустя несколько глав, посвящённых церковным делам, Григорий кратко сообщает, что Хильдерик вёл войну под Орлеаном. Видно, что предыдущие и последующие события правления Хильдерика в повествовании франкского хрониста не очень связаны между собой; видимо, источником для них служили краткие исторические записи города Анже, не дошедшие до нас. Григорий не говорит, когда и против кого сражался Хильдерик. По-видимому, речь идёт о сражении при Орлеане в 463 году, в котором Эгидий разбил вестготов. Вестготский король Теодорих II решил воспользоваться наступившей неразберихой в Галлии и расширить свои владения на север. Эгидий отступил за Луару, преследуемый братом короля вестготов Фридерихом, но при Орлеане, получив подкрепление в виде отрядов франков Хильдерика и аланов, повернул назад и разгромил вестготов. В этой битве пал и Фридерих. После чего Эгидий и его союзники отбросили готов за Луару.

#### Саксонская угроза
Правление короля Хильдерика I по времени совпало с началом периода англосаксонского завоевания. Эти морские разбойники нападали не только на остров Британия, но и на северное побережье Галлии. Римскому населению Галлии, состоявшему в союзе с франками Хильдерика, постоянно приходилось отражать их набеги. Так саксы под командованием племенного вождя Одоакра вторглись в Арморику. Саксонские моряки заняли острова на реке Луаре, между Сомюром и Анже, и оттуда совершали нападения на римлян. Осенью 464 года от эпидемии чумы умер Эгидий, оставив сына по имени Сиагрий. Хильдерик стал союзником его преемника, римского военачальника комита Павла. Воспользовавшись сменой власти, Одоакр захватил Анже и получил из этого города, а также и из других мест заложников.

#### Новое наступление вестготов
В 467 году римским императором стал Прокопий Антемий — ставленник императора Восточной империи Льва I. Новый император прилагал все силы. чтобы восстановить контроль над Галлией. Так, он направил против аланов, обитавших в районе Орлеана, полководца Рицимера, за которого он выдал свою дочь. В первой же битве он нанёс поражение всему множеству аланов и королю их Беоргу, перебив их и уничтожив. Однако вскоре между Антемием и его зятем Рицимером возникла открытая борьба за власть, что ещё более усложнило и без того непростую ситуацию в Галлии.
Этой ситуацией решил воспользоваться новый король вестготов Эйрих, сменивший своего брата Теодориха II, и вознамерился подчинить себе всю Галлию — предположительно, за исключением бургундских земель. В 468 году префект претория Галлии Арванд, не признавший «греческого императора» Антемия, изменил ему и заключил союз с готским королём. Обнаружив это, император Антемий потребовал помощи у бриттов. Король бриттов Риотам с двенадцатитысячным войском прибыл из Британии, высадился с кораблей и проследовал в окрестности Буржа, чтобы попытаться защитить римскую провинцию Аквитанию Первую с Луары. Ему навстречу поспешил король Эйрих, ведя за собой бесчисленное войско. Ещё до того, как римляне соединились с бриттами, при Деоле (ныне предместье города Шатору на Эндре) произошла битва, в которой бритты потерпели поражение. Остаткам их войска пришлось бежать к бургундам, в то время римским федератам. Однако Павел с помощью франков Хильдерика выступил против вестготов и унёс с поля боя богатую добычу.

#### Разгром саксов
Затем Павел и Хильдерик выступили против саксов Одоакра, захвативших Анже и его округу. Павел в этой битве с саксами был убит, а Хильдерик захватил город. Причём от вспыхнувшего в городе сильного пожара сгорел епископский дом. Саксы обратились в бегство, преследуемые римлянами и франками, и многих своих оставили на поле боя, сражённых мечом. Франки захватили и разорили острова саксов, при этом убили много народа. После этого Одоакр заключил союз с Хильдериком, и вместе они покорили алеманнов, захвативших часть Италии.

### Срок правления Хильдерика и его отношение с церковью
После 468 года Хильдерик, вождь салических франков, исчезает с исторической сцены. В анналах больше его имя не встречается, и Григорий Турский, в своём труде опиравшийся на эти анналы, больше не приводит о нём никаких сведений, за исключением того что умершему Хильдерику наследовал его сын Хлодвиг I. Книга истории франков отводит Хильдерику срок правления, равный 24 годам, впрочем, из-за позднего времени составления этой книги, их точность вызывает сомнения. В соответствии с этим срок правления Хильдерика I принимается между 457/458 и 481/482 годами.
Несмотря на то что франки ещё не были христианами, источники свидетельствуют о мирном и добрососедском сосуществовании франков и романского населения, исповедующего ортодоксально-никейское христианство. Уже при Хильдерике христианская церковь в области салических франков получила особые права. Григорий Турский отмечает, что романское население страстно желало подчиниться власти франков. Дело в том, что франки были единственными из завоевателей Галлии, не исповедовавшими арианскую веру, поэтому ортодоксально-никейское духовенство не противилось их вторжению.

### Смерть и гробница короля
Умер Хильдерик (вероятно, в возрасте 40 лет) в 481 году в Турне. Его могила была найдена 27 мая 1653 года при земляных работах по строительству приюта вблизи церкви Сен-Брис. В этой гробнице сохранились боевой топор, два меча (короткий — скрамасакс и длинный — спата), копьё, щит, а также ценные ювелирные изделия, такие как золотая брошь-застёжка плаща, золотой браслет, порядка 300 маленьких золотых кулонов в виде пчёл, служащих украшением парчового плаща, и кошель с 90 золотыми солидами чеканки времён императоров Восточной Римской империи, начиная с Феодосия II и до Зенона. Золотые ручки мечей и маленькие пчёлы были инкрустированы гранатом-альмандином. Найден был также скелет мужчины ростом не менее 180 см, носившего на пальце кольцо с именной печатью, где значилось «Childerici Regis» («Короля Хильдерика»), что чётко доказывает принадлежность могилы данному королю.
Находки были представлены эрцгерцогу Леопольду Вильгельму фон Габсбург, бывшему в то время правителем Испанских Нидерландов. Врач герцога Жан-Жак Шифле (1588—1673), увлекающийся археологией, подробно описал найденный клад и даже оставил рисунки. В 1655 году он опубликовал книгу на латыни «Anastasis Childerici I. Francorum regis». После своей отставки в 1656 году Леопольд Вильгельм увёз найденные сокровища с собой в Вену. После смерти эрцгерцога клад был передан в дар Людовику XIV в 1665 году и хранился в королевской библиотеке (позже Национальная библиотека Франции).
После французской революции Наполеон, как символ победы над Бурбонами, заменил их гербовые лилии изображениями пчёл из могилы Хильдерика.
В ночь с 5 на 6 ноября 1831 года в музее было совершено ограбление. Были похищены сокровища из могилы Хильдерика и некоторые другие ценные предметы (всего около 80 килограммов). Большую часть похищенного воры переплавили. Лишь небольшую часть клада, в том числе двух пчёл, удалось найти. Из многочисленных артефактов, которые находились в гробнице, на сегодняшний день в оригинале сохранилось только несколько предметов. Однако благодаря подробным описаниям и рисункам Шифле, а также некоторым репродукциям из Вены, удалось реконструировать внешний вид и размер похищенного.
При раскопках в 1980-х годах было найдено ещё несколько гробниц, принадлежащих к этому же франкскому кладбищу. Кроме того, на расстоянии 15 — 20 м от предполагаемой гробницы Хильдерика нашли остатки нескольких принесённых в жертву лошадей без упряжи. Их датировали концом V века и относят ко времени Хильдерика. Это истолковывается как свидетельство того, что Хильдерик не был христианизирован.

### Жены и дети
- Базина Тюрингская — жена Хильдерика с 463 года
  - Хлодвиг I (ок. 466—511), преемник Хильдерика I
  - Альбофледа (умерла ок. 498)
  - Лантехильда
  - Аудофледа (ок. 470 — после 526), жена короля остготов Теодориха Великого

| Династия Меровингов     |                                                 |                     |
| Предшественник: Меровей | король салических франков ок. 457/458 — 481/482 | Преемник: Хлодвиг I |

### Исторические карты
- Карта «Европа в первой половине V века»
- Карта «Европа во второй половине V века»
- Западная Европа в 476 г.
- Франкское королевство
- Варвары
- Франкское государство в конце V — первой половине IX в.